# فولکس‌دویچه زلبست‌شوتز
فولکس‌دویچه زلبست‌شوتز (انگلیسی: ethnic self-defense or self-protection) که با عنوان گردان‌های زلبست‌شوتز نیز شناخته می‌شوند، یک سازمان شبه‌نظامی متشکل از اقلیت آلمانی ساکن لهستان بود که پیش و با شروع جنگ جهانی دوم در جمهوری دوم لهستان تشکیل شد.

## پیش‌زمینه
گردان‌های زلبست‌شوتز در دوره میان‌دوجنگ توسط سازمان اطلاعات آلمان در جمهوری دوم لهستان و چکسلواکی ایجاد شد. این گردان‌ها مهمات و اسلحه خود را به صورت قاچاق از آلمان تهیه می‌کردند و در نبرد میان آلمانی‌ها و لهستانی‌ها در ۱۹۲۱ طرف آلمان‌ها بودند. در تابستان ۱۹۳۸ کماندوهای زلبست‌شوتز به ترور مقامات حکومتی سودتنلند پرداختند. در دوره میان‌دوجنگ سازمان‌های اقلیت آلمانی ساکن لهستان مانند یونگ‌دویچه پارتی (حزب جوانان آلمانی)، دویچه فراینیگونگ (آلمان متحد)، دویچه فولکس‌بوند (اتحاد مردم آلمان) و دویچه فولکس‌فرباند (مردم متحد آلمان) وجود داشتند که تمامی آن‌ها با حزب نازی، گشتاپو، اس دی و آبوهر در ارتباط بودند. تخمین زده می‌شود که حدود یک‌چهارم اقلیت آلمانی ساکن لهستان عضو این سازمان‌ها بودند.
در اکتبر ۱۹۳۸، مأموران اس دی تکشیلات زلبست‌شوتز را در لهستان سازماندهی کردند. برخی از شهروندان لهستانی آلمانی‌تبار در رایش سوم برای خرابکاری و تاکتیک‌های چریکی آموزش دیده بودند. پیش از شروع جنگ فعالان زلبست‌شوتز فهرستی از افراد لهستانی که باید با حمله آلمان به لهستان و در جریان عملیات تاننبرگ اعدام می‌شدند را تهیه کردند. این فهرست در میان جوخه‌های مرگ آلمان نازی با نام کتاب پیگرد ویژه لهستان توزیع شد.

## تاریخچه
بلافاصله پس از حمله آلمان به لهستان در ۱ سپتامبر ۱۹۳۹، فولکس‌دویچه زلبست‌شوتز در حملات علیه مردم و ارتش لهستان شرکت کردند و عملیات‌های خرابکارانه‌ای علیه دولت لهستان انجام دادند. از نیمه ماه سپتامبر فعالیت‌های زلبست‌شوتز توسط افسران اس‌اس هماهنگ می‌شد و گوستاو برگر به فرماندهی این گروه منصوب شد.

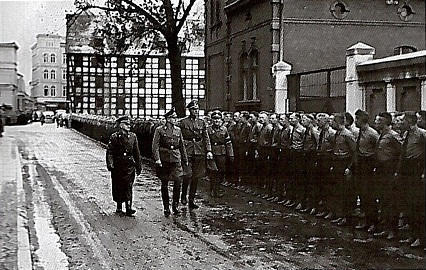
شهردار نازی بیدگوشچ ورنر کامپه به همراه یوزف مایر و لودولف فن آلفنسلبن رهبر زلبست‌شوتز در پومرانی

زلبست‌شوتز هم‌چنین اردوگاه‌های کار اجباری در لهستان را سازماندهی کردند. ۱۹ اردوگاه کار اجباری در شهرها و روستاهای مختلف ایجاد شد از جمله بیدگوشچ، برودنیتسا، خلمنو، کامین کراینسکی، نووی ویتس، نووه، پیاستوشین، توخلا، وومبژژنو، وولنتال و ویژیسک. اکثر لهستانی‌های زندانی‌شده در این اردوگاه‌ها به طرز بی‌رحمانه‌ای کشته شدند.

## پاکسازی قومی
پس از حمله آلمان به لهستان زلبست‌شوتز در کنار آینزاتس‌گروپن به کشتار لهستانی‌ها دست زدند. زلبست‌شوتز در کشتارهای پیاشنیتسا که در جریان آن ۱۲٬۰۰۰ تا ۱۶٬۰۰۰ شهروند لهستانی کشته شدند دست داشت. آن‌ها هم‌چنین در اینتلیگنتزاکتیون که نقشه‌ای برای کشتار طبقه روشنفکران لهستانی بود دست داشتند. این عملیات‌ها بلافاصله پس از سقوط لهستان در پاییز ۱۹۳۹ آغاز شدند و تا بهار ۱۹۴۰ ادامه داشتند و در جریان آن‌ها بیش از ۶۰٬۰۰۰ زمین‌دار، آموزگار، کارآفرین، کارگر اجتماعی، نظامی، کشیش، قاضی و فعال اجتماعی کشته شدند.
تا ۵ اکتبر ۱۹۳۹ تنها در پروس باختری، زلبست‌شوتز تحت فرماندهی لودولف فن آلفنسلبن ۱۷٬۶۶۷ نفر نیرو داشتند و ۴٬۲۴۷ لهستانی را اعدام کرده بودند؛ در حالی که آلفنسلبن از افسران زلبست‌شوتز شکایت داشت که بسیار کم کشته‌اند.

## پس از تسلط بر لهستان

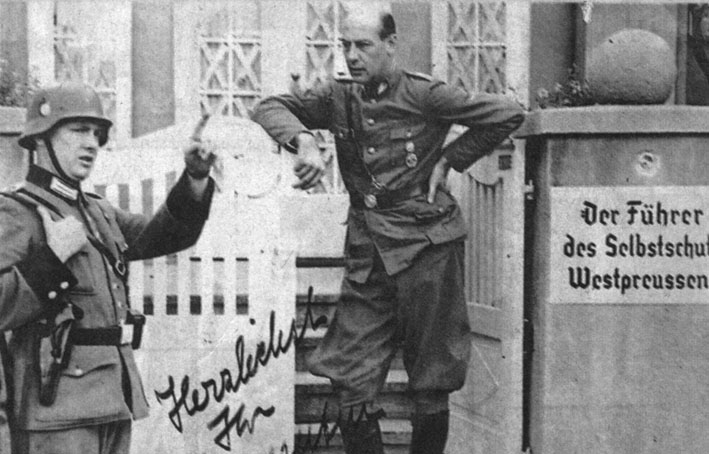
لودولف فن آلفنسلبن در مقام رهبر فولکس‌دویچه زلبست‌شوتز

این سازمان با دستور مقامات بالاتر در ۲۶ نوامبر ۱۹۳۹ منحل شد و اعضای آن به اس‌اس و گشتاپو پیوستند. در تابستان ۱۹۴۰ گردان‌های زوندردینست به جای زلبست‌شوتز تشکیل شدند. وجود یک سازمان بزرگ شبه‌نظامی متشکل از اقلیت آلمانی ساکن لهستان که در کشتار لهستانی‌ها و شکست ارتش لهستان از آلمان نقش داشته از دلایل فرار و اخراج آلمانی‌ها اواخر جنگ و پس از جنگ بود. برطبق تحقیقات دیتر شنک محقق آلمانی، ۱۷۰۱ عضو سابق زلبست‌شوتز که در کشتارها مشارکت داشتند در آلمان پس از جنگ شناسایی شدند. با این حال تنها برای ۲۵۸ نفر از آن‌ها تحقیقات قضایی صورت گرفت که ۲۳۳ مورد آن نیز لغو شد. تنها ده عضو سابق زلبست‌شوتز به‌دست دادگاه‌های آلمانی محاکمه شدند. شنک از آن وضعیت با نام «رسوایی برای سیستم قضایی آلمان» نام می‌برد.